# Gran Premio di Monaco 2006
Il Gran Premio di Monaco 2006 è stata la settima prova della stagione 2006 del campionato mondiale di Formula 1. La gara si è tenuta domenica 28 maggio sul circuito di Monte Carlo a Monaco ed è stata vinta dallo spagnolo Fernando Alonso su Renault, al dodicesimo successo in carriera; Alonso ha preceduto all'arrivo il colombiano Juan Pablo Montoya su McLaren-Mercedes e il britannico David Coulthard su RBR-Ferrari.

## Prove

### Risultati
Nella prima sessione del giovedì si è avuta questa situazione:
| Pos | Nº | Pilota               | Costruttore | Tempo    | Gap    | Giri |
| --- | -- | -------------------- | ----------- | -------- | ------ | ---- |
| 1   | 1  | Fernando Alonso      | Renault     | 1'16"712 |        | 13   |
| 2   | 36 | Anthony Davidson     | Honda       | 1'16"872 | +0"160 | 31   |
| 3   | 2  | Giancarlo Fisichella | Renault     | 1'16"888 | +0"176 | 12   |

Nella seconda sessione del giovedì si è avuta questa situazione:
| Pos | Nº | Pilota             | Costruttore       | Tempo    | Gap    | Giri |
| --- | -- | ------------------ | ----------------- | -------- | ------ | ---- |
| 1   | 35 | Alexander Wurz     | Williams-Cosworth | 1'15"907 |        | 27   |
| 2   | 36 | Anthony Davidson   | Honda             | 1'16"075 | +0"168 | 15   |
| 3   | 4  | Juan Pablo Montoya | McLaren-Mercedes  | 1'16"138 | +0"231 | 24   |

Nella sessione del sabato mattina si è avuta questa situazione:
| Pos | Nº | Pilota               | Costruttore | Tempo    | Gap    | Giri |
| --- | -- | -------------------- | ----------- | -------- | ------ | ---- |
| 1   | 1  | Fernando Alonso      | Renault     | 1'13"823 |        | 19   |
| 2   | 5  | Michael Schumacher   | Ferrari     | 1'14"031 | +0"208 | 20   |
| 3   | 2  | Giancarlo Fisichella | Renault     | 1'14"056 | +0"233 | 20   |

## Qualifiche

### Resoconto
La prima "clamorosa" eliminazione è quella di una "rossa". Infatti l'italo-brasiliano Felipe Massa non segna un tempo valido e quindi viene fatto partire dal fondo dello schieramento. Buon tempo per Liuzzi (14º), mentre sembrano in crisi le due BMW Sauber, classificatesi in 15ª e 16ª piazza.
Nella seconda sessione, gli eliminati sono i più ovvi, se si esclude Jenson Button, sulla Honda. Da segnalare l'ottima prestazione di Vitantonio Liuzzi, che si piazza tredicesimo e quella di David Coulthard, che strappa un quarto tempo.
A Monaco la pole equivale a una vittoria nel 90% dei casi. Schumacher all'ultimo giro disponibile cerca di battere sul tempo il rivale della Renault, ma sbaglia l'ultima frenata bloccando l'auto alla Rascasse. Il ferrarista sarà ritenuto responsabile del blocco della curva e subisce un arretramento in griglia. La pole va ad Alonso. Da notare Mark Webber, terzo, mentre finisce la grande impresa della Red Bull, che con David Coulthard si piazza nona.

### Risultati
Nella sessione di qualifica si è avuta questa situazione:
| Pos | Nº | Pilota               | Costruttore       | Q1          | Q2         | Q3         | Griglia |
| --- | -- | -------------------- | ----------------- | ----------- | ---------- | ---------- | ------- |
| 1   | 1  | Fernando Alonso      | Renault           | 1'14"232    | 1'13"622   | 1'13"962   | 1       |
| 2   | 9  | Mark Webber          | Williams-Cosworth | 1'14"305    | 1'13"728   | 1'14"082   | 2       |
| 3   | 3  | Kimi Räikkönen       | McLaren-Mercedes  | 1'13"887    | 1'13"532   | 1'14"140   | 3       |
| 4   | 4  | Juan Pablo Montoya   | McLaren-Mercedes  | 1'14"483    | 1'14"295   | 1'14"664   | 4       |
| 5   | 11 | Rubens Barrichello   | Honda             | 1'14"766    | 1'14"312   | 1'15"804   | 5       |
| 6   | 8  | Jarno Trulli         | Toyota            | 1'14"883    | 1'14"211   | 1'15"857   | 6       |
| 7   | 14 | David Coulthard      | RBR-Ferrari       | 1'15"090    | 1'13"687   | 1'16"426   | 7       |
| 8   | 10 | Nico Rosberg         | Williams-Cosworth | 1'14"888    | 1'13"909   | 1'16"636   | 8       |
| 9   | 2  | Giancarlo Fisichella | Renault           | 1'14"614    | 1'13"647   | 1'17"260   | 9       |
| 10  | 7  | Ralf Schumacher      | Toyota            | 1'14"412    | 1'14"398   | N.D.       | 10      |
| 11  | 15 | Christian Klien      | RBR-Ferrari       | 1'14"489    | 1'14"747   | N.D.       | 11      |
| 12  | 20 | Vitantonio Liuzzi    | STR-Cosworth      | 1'15"314    | 1'14"969   | N.D.       | 12      |
| 13  | 12 | Jenson Button        | Honda             | 1'15"085    | 1'14"982   | N.D.       | 13      |
| 14  | 17 | Jacques Villeneuve   | BMW Sauber        | 1'15"316    | 1'15"052   | N.D.       | 14      |
| 15  | 16 | Nick Heidfeld        | BMW Sauber        | 1'15"324    | 1'15"137   | N.D.       | 15      |
| 16  | 19 | Christijan Albers    | MF1-Toyota        | 1'15"598    | N.D.       | N.D.       | 16      |
| 17  | 18 | Tiago Monteiro       | MF1-Toyota        | 1'15"993    | N.D.       | N.D.       | 17      |
| 18  | 21 | Scott Speed          | STR-Cosworth      | 1'16"236    | N.D.       | N.D.       | 18      |
| 19  | 22 | Takuma Satō          | Super Aguri-Honda | 1'17"276    | N.D.       | N.D.       | 19      |
| 20  | 23 | Franck Montagny      | Super Aguri-Honda | 1'17"502    | N.D.       | N.D.       | 20      |
| 21  | 6  | Felipe Massa         | Ferrari           | senza tempo | N.D.       | N.D.       | 21      |
| 22  | 5  | Michael Schumacher   | Ferrari           | cancellato  | cancellato | cancellato | 22      |

In grassetto sono indicate le migliori prestazioni in Q1, Q2 e Q3.

## Gara

### Resoconto
La gara è dominata da Fernando Alonso, che sfrutta al 100% la pole. Però il merito non è tutto dell'asturiano. Infatti dietro alla Renault, c'erano Kimi Räikkönen e Mark Webber. L'australiano avrà anche un momento di illusione, il passaggio in testa al giro 24, causa la sosta di Alonso e del finlandese. Però Webber mollerà al giro 48, mentre era in terza piazza, entra la safety car e al giro 51 è la volta del ritiro di Raikkonen lasciando campo libero a Montoya (30º ed ultimo podio per lui) e ad un sorprendente Coulthard, terzo con la Red Bull, la quale conquista il podio per la prima volta sfruttando il ritiro di Jarno Trulli e la penalità inflitta a Barrichello. Eccezionale la rimonta di Michael Schumacher che, partito ultimo, riesce ad agguantare un insperato quinto posto.

### Risultati
I risultati del Gran Premio sono i seguenti:
| Pos | Nº | Pilota               | Costruttore       | Giri | Tempo/Ritiro | Griglia | Punti |
| --- | -- | -------------------- | ----------------- | ---- | ------------ | ------- | ----- |
| 1   | 1  | Fernando Alonso      | Renault           | 78   | 1h43'43"116  | 1       | 10    |
| 2   | 4  | Juan Pablo Montoya   | McLaren-Mercedes  | 78   | +14"567      | 5       | 8     |
| 3   | 14 | David Coulthard      | RBR-Ferrari       | 78   | +52"298      | 7       | 6     |
| 4   | 11 | Rubens Barrichello   | Honda             | 78   | +53"337      | 5       | 5     |
| 5   | 5  | Michael Schumacher   | Ferrari           | 78   | +53"830      | PL      | 4     |
| 6   | 2  | Giancarlo Fisichella | Renault           | 78   | +1'02"072    | 9       | 3     |
| 7   | 16 | Nick Heidfeld        | BMW Sauber        | 77   | +1 giro      | 15      | 2     |
| 8   | 7  | Ralf Schumacher      | Toyota            | 77   | +1 giro      | 10      | 1     |
| 9   | 6  | Felipe Massa         | Ferrari           | 77   | +1 giro      | 21      |       |
| 10  | 20 | Vitantonio Liuzzi    | STR-Cosworth      | 77   | +1 giro      | 12      |       |
| 11  | 12 | Jenson Button        | Honda             | 77   | +1 giro      | 13      |       |
| 12  | 19 | Christijan Albers    | MF1-Toyota        | 77   | +1 giro      | 16      |       |
| 13  | 21 | Scott Speed          | STR-Cosworth      | 77   | +1 giro      | 18      |       |
| 14  | 17 | Jacques Villeneuve   | BMW Sauber        | 77   | +1 giro      | 14      |       |
| 15  | 18 | Tiago Monteiro       | MF1-Toyota        | 76   | +2 giri      | 17      |       |
| 16  | 23 | Franck Montagny      | Super Aguri-Honda | 75   | +3 giri      | 20      |       |
| 17  | 8  | Jarno Trulli         | Toyota            | 72   | Idraulica    | 6       |       |
| Rit | 15 | Christian Klien      | RBR-Ferrari       | 56   | Trasmissione | 11      |       |
| Rit | 10 | Nico Rosberg         | Williams-Cosworth | 51   | Incidente    | 8       |       |
| Rit | 3  | Kimi Räikkönen       | McLaren-Mercedes  | 50   | Incendio     | 3       |       |
| Rit | 9  | Mark Webber          | Williams-Cosworth | 48   | Scarico      | 2       |       |
| Rit | 22 | Takuma Satō          | Super Aguri-Honda | 46   | Elettronica  | 19      |       |

## Classifiche mondiali

### Piloti
| Pos | Pilota               | Punti |
| --- | -------------------- | ----- |
| 1   | Fernando Alonso      | 64    |
| 2   | Michael Schumacher   | 43    |
| 3   | Giancarlo Fisichella | 27    |
| 4   | Kimi Räikkönen       | 27    |
| 5   | Juan Pablo Montoya   | 23    |
| 6   | Felipe Massa         | 20    |
| 7   | Jenson Button        | 16    |
| 8   | Rubens Barrichello   | 13    |
| 9   | Ralf Schumacher      | 8     |
| 10  | Nick Heidfeld        | 8     |
| 11  | David Coulthard      | 7     |
| 12  | Mark Webber          | 6     |
| 13  | Jacques Villeneuve   | 6     |
| 14  | Nico Rosberg         | 4     |
| 15  | Christian Klien      | 1     |

### Costruttori
| Pos | Costruttore       | Punti |
| --- | ----------------- | ----- |
| 1   | Renault           | 91    |
| 2   | Ferrari           | 63    |
| 3   | McLaren-Mercedes  | 50    |
| 4   | Honda             | 29    |
| 5   | BMW Sauber        | 14    |
| 6   | Williams-Cosworth | 10    |
| 7   | RBR-Ferrari       | 8     |
| 8   | Toyota            | 8     |